# Bobby (2006)
Bobby é um filme norte-americano de 2006, escrito e dirigido por Emilio Estevez.  A trama acompanha uma noite na vida de 22 pessoas no Hotel Ambassador, em Los Angeles, durante uma festa do Partido Democrata (Estados Unidos) nas eleições primárias da Califórnia, quando o senador Robert Kennedy, então postulante à Presidência dos Estados Unidos, foi assassinado por Sirhan Sirhan. 
O filme, que mistura ficção e realidade, tem no elenco Sharon Stone, Anthony Hopkins, Demi Moore, Lindsay Lohan e Helen Hunt,Shia LaBeouf entre outros.
Conquistou o Biografilm Award no Festival de Veneza de 2006 e teve duas indicações ao Globo de Ouro daquele ano.[carece de fontes?]

## Personagens principais
- John Casey (Anthony Hopkins) é um porteiro aposentado, que faz do Hotel seu segundo lar.[carece de fontes?]
- Diane (Lindsay Lohan) e William (Elijah Wood), um jovem casal que está se casando, para que ele não seja enviado para Guerra do Vietnã.[carece de fontes?]
- Virgínia Fallon (Demi Moore) é uma cantora alcoólatra e Tim (Emilio Estevez) seu marido e empresário.[carece de fontes?]
- Mirian (Sharon Stone) é a cabeleireira do hotel, casada com o gerente Paul, vivido por William H. Macy, que tem como amante a telefonista Angela, vivida por Heather Graham.[carece de fontes?]
- Edward (Laurence Fishburne) é o cozinheiro, José (Freddy Rodriguez) um garçom. E Timmons (Christian Slater) é o preconceituoso gerente da cozinha.[carece de fontes?]
- Samantha (Helen Hunt) e  Jack (Martin Sheen) interpretam um casal da alta sociedade hospedados no Hotel.[carece de fontes?]
- Wade (Joshua Jackson) um voluntário da campanha de Kennedy.[carece de fontes?]

## Elenco
| Actor                   | Personagem        |
| ----------------------- | ----------------- |
| Elijah Wood             | William Avary     |
| Lindsay Lohan           | Diane Huber       |
| William H. Macy         | Paul Ebbers       |
| Helen Hunt              | Samantha          |
| Christian Slater        | Timmons           |
| Laurence Fishburne      | Edward Robinson   |
| Freddy Rodriguez        | Jose              |
| Nick Cannon             | Dwayne            |
| Emilio Estevez          | Tim               |
| Shia LaBeouf            | Jimmy             |
| Brian Geraghty          | Cooper            |
| Joshua Jackson          | Wade              |
| Martin Sheen            | Jack              |
| Joy Bryant              | Patricia          |
| Mary Elizabeth Winstead | Susan Taylor      |
| David Kobzantsev        | Sirhan Sirhan     |
| Heather Graham          | Angela            |
| Svetlana Metkina        | Lenka Janacek     |
| Harry Belafonte         | Nelson            |
| Jacob Vargas            | Miguel            |
| Ashton Kutcher          | Traficante        |
| Mark Valley             | Robert F. Kennedy |
| Spencer Garrett         | David Norak       |